# Homelix cribratipennis
Homelix cribratipennis är en skalbaggsart som beskrevs av Thomson 1858. Homelix cribratipennis ingår i släktet Homelix och familjen långhorningar.
Artens utbredningsområde är:
- Angola.
- Burundi.
- Gabon.
- Ghana.
- Malawi.
- Nigeria.
- Rwanda.
- Sierra Leone.
- Togo.
- Zimbabwe.

Inga underarter finns listade i Catalogue of Life.